# Cynara cardunculus
Cynara cardunculus là một loài thực vật có hoa trong họ Cúc. Loài này được L. mô tả khoa học đầu tiên năm 1753.
Tiếng Việt còn gọi cây này là rau ca đông hoặc atisô dại.